# Духота Богдан Андрійович
Богдан Андрійович Духота (нар. 18 серпня 2001, Старі Петрівці, Київська область, Україна) — український футболіст, півзахисник.

## Ігрова кар'єра
Футбольний шлях розпочинав у команді «Діназ». Виступав у юнацько-молодіжних командах «Динамо», «Шахтаря» та «Колоса». В юнацько-молодіжних змаганнях під егідою УПЛ провів 43 матчі (5 голів), а у чемпіонаті України ДЮФЛ — 72 матчі (22 голи). Був у заявці на матчі юнацької ліги УЄФА. Захищав кольори юнацьких збірних України. В дорослому футболі дебютував в сезоні 2021/22 у складі «Діназу». Всього за вишгородський клуб провів 24 офіційних матчі в усіх турнірах. 
У серпні 2023 року підписав контракт з першоліговим футбольним клубом «Буковина». За який дебютував 20 серпня того ж року вийшовши на заміну на 57-й хвилині в матчі першої ліги проти «Прикарпаття», у тому ж матчі на 81-хвилині відзначився і дебютним голом. По завершенню сезону за обопільною згодою сторін залишив команду, провівши за «жовто-чорних» 21 матч.